# Les Humphries Singers
 (juin 2020).
Les Humphries Singers est un groupe pop soul allemand formé en 1969 à Hambourg par l'artiste anglais Les Humphries (Leslie John Humphreys) né le 10 août 1940 et mort le 26 décembre 2007.

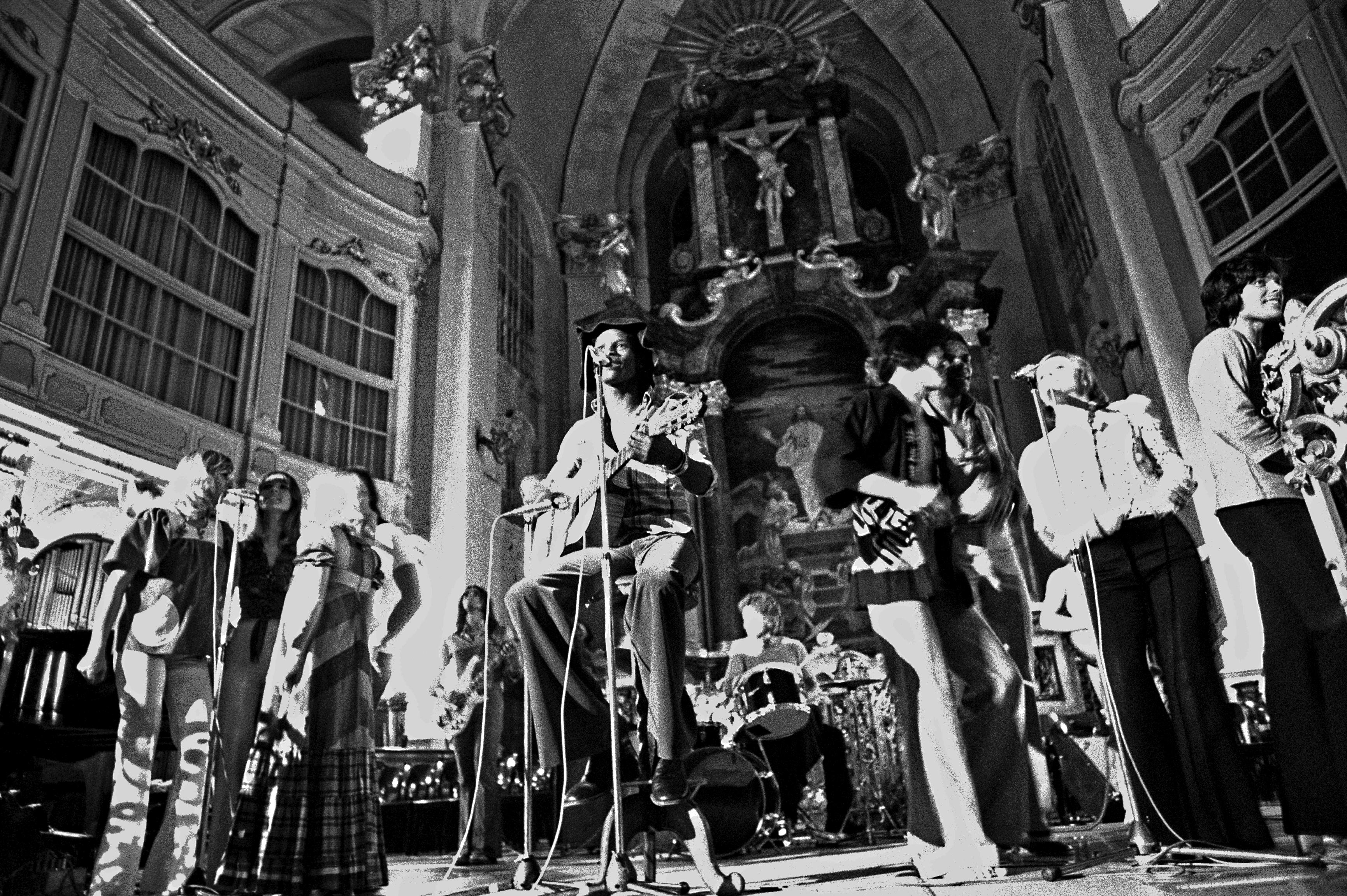
Concert de Les Humphries Singers dans l'Église Saint-Michel de Hambourg en 1972.

La formation comprend quelques chanteurs principaux et une chorale qui varie de huit à seize membres. Plusieurs interprètes connaîtront ensuite le succès, dont Jürgen Drews, Liz Mitchell (qui rejoindra Boney M) et John Lawton (des groupes Uriah Heep et Lucifer's Friend).
Les Humphries Singers reprennent de nombreux titres gospel tout en surfant sur la vague esthétique hippie post-Hair. Leurs chansons les plus connues incluent Rock My Soul, Motherless Child, Promised Land (1970), Mexico (1972) et Mama Loo (1973). Ils apparaissent en 1974 dans le long-métrage germano-espagnol Es knallt und die Engel singen réalisé par Roberto Leoni, parodiant les films de gangsters et utilisant plusieurs musiques du groupe. En 1976, ils représentent l'Allemagne au Concours Eurovision de la chanson avec le titre composé par Ralph Siegel, Sing Sang Song, et se classent à la quinzième place. Cette défaite ainsi que la fuite de Les Humphries en Angleterre pour éviter les impôts allemands marquent la fin du groupe. Un ultime album, commencé en 1989, paraît en 1992 : Spirit of Freedom.
Le nom du fondateur du groupe apparaît au générique de la série télévisée Inspecteur Derrick, dont il est l'auteur.

## Albums
- I Believe - 1970

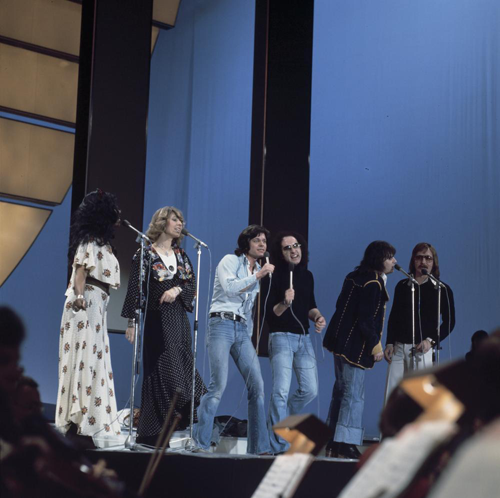
Répétition du groupe avant le Concours Eurovision de la chanson 1976.

- We'll Fly You to the Promised Land - 1971
- We Are Goin' down Jordan - 1971
- Old Man Mose - 1971
- Mexico - 1972
- Mama Loo - 1973
- Carnival - 1973
- Kansas City - 1974
- One of These Days - 1974
- Family Show - 1975
- Sing Sang Song - 1976
- Spirit of Freedom - 1992

## Membres
- Les Humphries  (1969-1977)
- Jimmy Bilsbury (1969-1977)
- Peggy Evers (1970-1976)
- Judy Archer (1970-1976)
- Victor Scott (1970-1976)
- Christoffer Yim (1971-1976)
- John Lawton (1971-1976)
- Jürgen Drews (1972-1976)
- Tina Kemp-Werner (1970-1974)
- Earl Jordan (1972-1976)
- Elvira "Puppa" Herbert (1972-1975)
- Dave O'Brien (1973-1976)
- Enry David-Farscher (1970-1972)
- Malcolm Magaron (1970-1972)
- Liz Mitchell (1970-1972)
- Sheila McKinlay (1973-1975)
- Emily Woods-Jensen (1974-1976)
- Claudia Schwarz (1974-1976)
- Renate Andersen-Bilsbury (1974-1976)
- Henner Hoier (1970-1971)
- Dornée Edwards (1970-1971)
- Goldy Kloen-Evert (1970-1971)
- Myrna David (1971-1972)
- Barry St.John (1972-1973)
- John Selley (1972-1973)
- Linda Uebelherr (1973-1974)
- Don Adams (1974-1975)
- Maddy Verhaar (1975-1976)
- Irene "Uschi" Bendorff (1971)[3]
- Ginger (1971)
- Gail Stevens (1974)
- Lil Walker (1975)